# Dictyoneidales
Ordre
Les Dictyoneidales sont un ordre de diatomées, de la classe des Bacillariophyceae et de la sous-classe des Bacillariophycidae.

## Systématique
L'ordre des Dictyoneidales a été créé en 1990 par le phycologue britannique David George Mann (d) (1953-).

## Liste des familles
Selon AlgaeBase (30 avril 2022) :
- Dictyoneidaceae D.G.Mann